# Yassir
Yassir est une entreprise algérienne de transport privé créée en 2017 à Alger par Noureddine Tayebi. Elle offre des services de VTC (voitures de transport avec chauffeur), livraison ainsi que des services financiers via une application mobile disponible sur les plateformes IOS et Android. Yassir est l'une des premières entreprises de services à la demande à opérer en Algérie.

## Histoire
Yassir était créée en 2017 à Alger par Noureddine Tayebi et Mehdi Yettou, deux ingénieurs algériens.
Fin 2021, l'entreprise lève 30 millions de dollars auprès d'investisseurs américains, et 150 millions d’euros en 2022, dans le cadre de son expansion.
Le 11 août 2023, Yassir et le club de football du Paris-Saint-Germain annoncent un partenariat de 5 millions d'euros entre la société et l'équipe de football.
Le 12 septembre 2023, le tribunal de commerce de Paris valide l'offre de reprise de Yassir pour l'acquisition de la filiale française de Flink, une plateforme de livraison rapide d’origine allemande. Le montant déboursé est de 500 000 euros tandis que Noureddine Tayebi s'engage à investir 5 millions d'euros pour refinancer Flink France et ainsi préserver 56 % des 270 emplois de l’entreprise.

## Implantation
En 2023, l’application est présente dans neuf pays, Algérie, Allemagne, Canada, Côte d’Ivoire, France, Maroc, Sénégal, Tunisie et en Afrique du sud) et 50 villes, où elle compte plus de 8 millions d’utilisateurs. Yassir revendique 80% du marché du transport à la demande au Maghreb.

## Identité visuelle

Logo de 2017 au 18 juin 2019.
Logo Yassir du 18 juin 2019 au 2 mars 2021.
Logo du 2 mars 2021 au 15 juillet 2023.
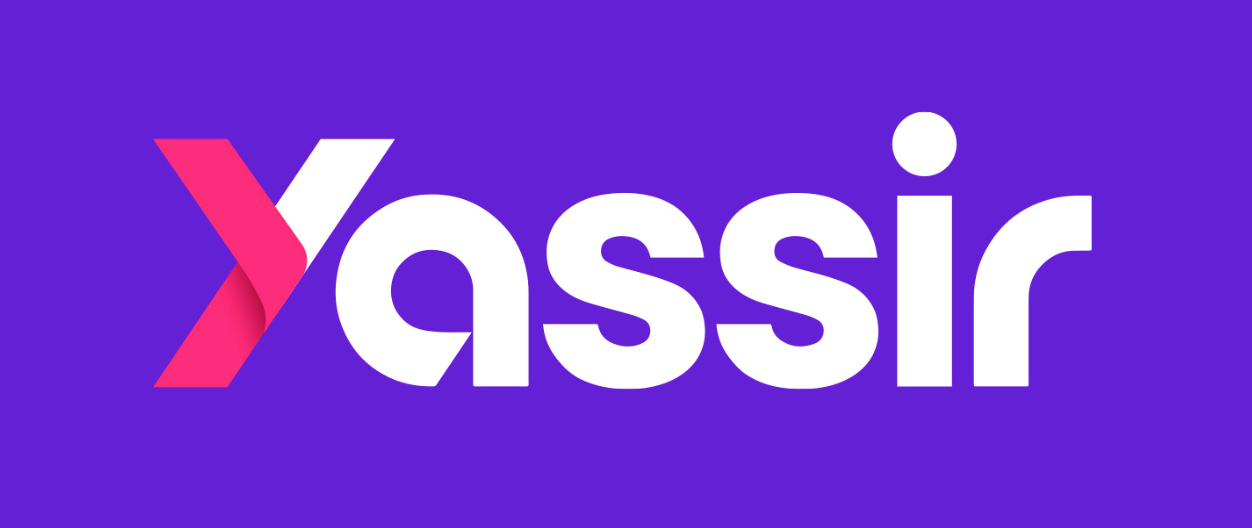
Logo depuis le 15 juillet 2023.

## Prix
Le 11 juillet 2023, Yassir remporte le prix du meilleur exportateur de services remis par le président Abdelmajid Tebboune lors de la 1ʳᵉ édition de la Médaille d'honneur de l'exportation.